# Frusta da cucina

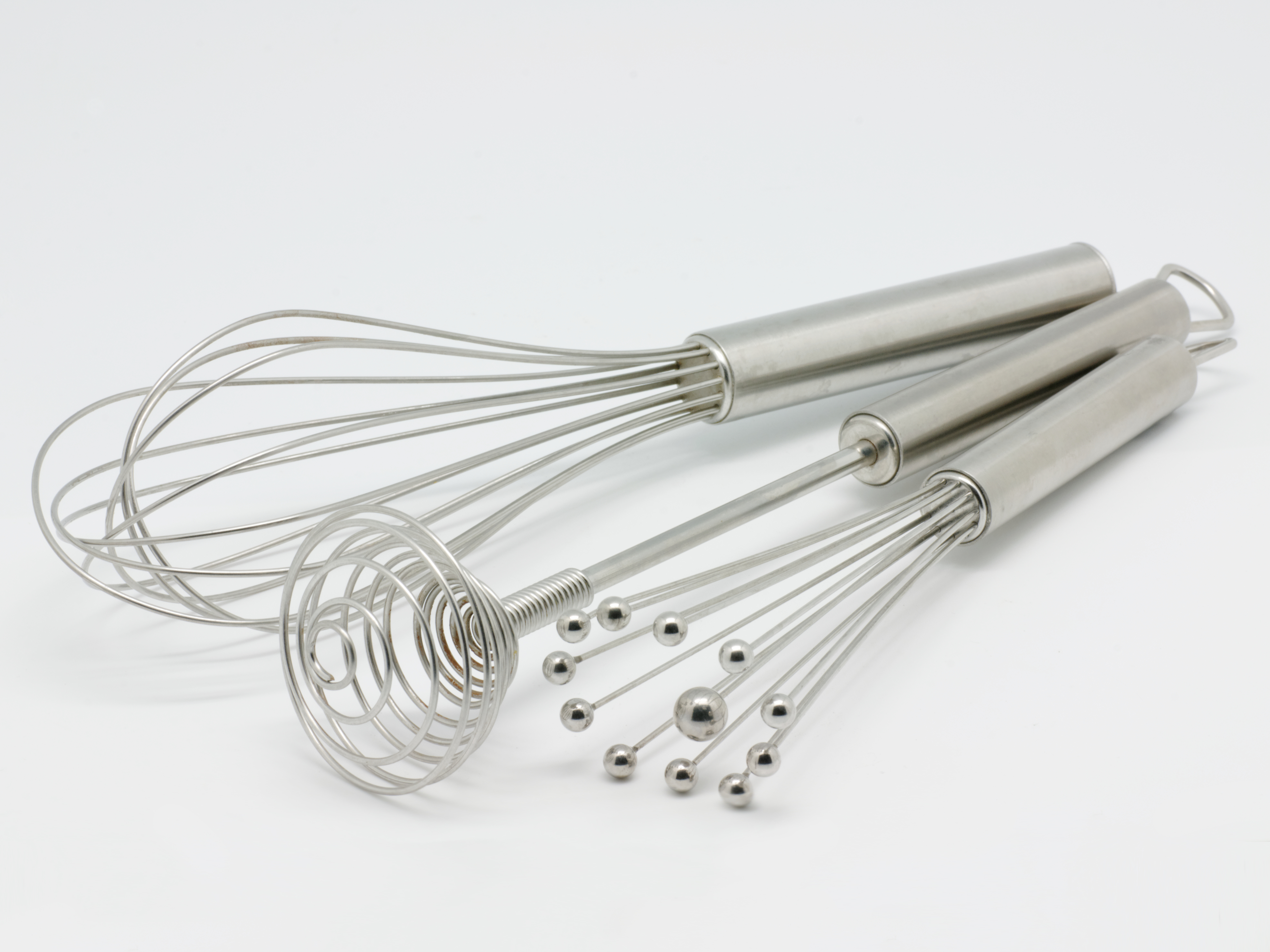
Vari tipi di frusta da cucina

La frusta da cucina è un attrezzo culinario molto usato soprattutto in pasticceria.
Si compone di un manico cilindrico che termina in una sorta di tappo. Da questo si dipartono circa 4 o 6 archi allungati formati da fili di materiale flessibile disposti a raggiera.
Sebbene possa essere in legno o in plastica e acciaio, solitamente l'intero attrezzo è composto di acciaio inossidabile, per motivi di igiene e di facilità di lavaggio.
La frusta da cucina si usa per mescolare composti cremosi, impasti di torta e per insufflare aria in composti per renderli spumosi e leggeri come il pan di Spagna, la panna montata o la meringa. Può venire sostituita da uno sbattitore elettrico o da un frullatore, tuttavia molti cuochi ritengono che il movimento manuale sia indispensabile a garantire la delicatezza di molte preparazioni e che non possa venire rimpiazzato da strumenti elettrici.